# Jornades Llibertàries Internacionals
Les Jornades Llibertàries Internacionals va ser la multitudinària trobada anarquista internacional que es va celebrar entre els dies el 22 i el 25 de juliol de 1977 a Barcelona.
Els debats es van realitzar en el Salo Diana, al Carrer Sant Pau, al Carrer Nou de la Rambla i al parc Güell. Van participar en aquest esdeveniment unes 600.000 persones, la majoria joves. Entre ells hi havia Rafael Poch, Andrés Grima, Francesc Bellmunt o Luis Andrés Edo. També van participar persones significades en l'àmbit cultural, com Mario Gas, Carlos Lucena, Fernando Fernán Gómez o Emma Cohen. Van participar a més alguns intel·lectuals estrangers, com Daniel Cohn-Bendit. En les jornades del parc Güell van participar els artistes Jaume Sisa, Ocaña, o Pau Riba.
Una de les principals conclusions d'aquestes Jornades va ser que el denominat "moviment anarquista" no podia participar en l'estructura política tradicional ni en la "democràcia burgesa" i, per tant, no havia de presentar-se a les eleccions, fossin com fossin.
Durant els tres dies del Congrés es va editar un diari titulat Barcelona Llibertària en el qual van intervenir Ajoblanco i col·laboradors llibertaris de la Confederació Nacional del Treball.
L'endemà, a la presó de Carabanchel va haver-hi un motí de la COPEL (Coordinadora de presos espanyols en lluita) amb resultat d'un mort. Un dia després, diversos militants llibertaris pertanyents al Comitè Pro-Presos de la CNT, es van encadenar a la Plaça Sant Jaume demanant l'amnistia total.